# Ebony and Ivory
Ebony and Ivory is een nummer uit 1982 van de Britse muzikant Paul McCartney en de Amerikaanse muzikant Stevie Wonder. Het is de eerste single van McCartneys derde soloalbum Tug of War.
Op het eenvoudigste niveau gaat Ebony and Ivory (ebbenhout en ivoor) over de zwarte en witte toetsen op de piano, maar op een dieper, menselijk niveau gaat het nummer over integratie en raciale harmonie. De inspiratie voor het nummer kreeg McCartney toen hij de komiek Spike Milligan hoorde zeggen dat je zowel de zwarte als de witte noten moet bespelen om harmonie te maken. McCartney en Stevie Wonder namen het nummer gezamenlijk live in de studio op, maar vanwege hun te drukke werkschema's hebben ze de videoclip afzonderlijk van elkaar opgenomen. Ebony and Ivory werd een wereldwijde hit. Het wist in het Verenigd Koninkrijk, in de Amerikaanse Billboard Hot 100 en in de Vlaamse Radio 2 Top 30 de nummer 1-positie te behalen. In de Nederlandse Top 40 haalde het nummer de 3e positie.

## NPO Radio 2 Top 2000
| Nummer met noteringen in de NPO Radio 2 Top 2000 | '99 | '00  | '01 | '02  |
| ------------------------------------------------ | --- | ---- | --- | ---- |
| Ebony and Ivory                                  | 890 | 1488 | -   | 1900 |

1. ↑  Een '-' betekent dat het nummer niet was genoteerd en een vetgedrukt getal geeft de hoogste notering aan.
2. ↑  Deze tabel is bijgewerkt tot en met de laatste editie (2024).